# Självcensur

Svordomar som de brukar framställas i tecknade serier. Att inte skriva ut svordomarna i text kan ses som en form av självcensur från serietecknarens sida.

Självcensur är när en individ eller en organisation önskar eller eftersträvar att skapa, uttrycka eller sprida ett visst budskap men trots det undviker att göra det fullt ut, drivet av rädsla för negativ påverkan på egna förhållanden till följd av omvärldens reaktioner. De fruktade omvärldsreaktionerna kan inkludera repressalier, juridiska konsekvenser, social utfrysning, deplattformering, förlust av ekonomiska möjligheter eller förtoendeskada. Självcensur syftar ofta till att undvika konflikt eller kontrovers. Till skillnad från censur grundar sig självcensur på frivillig underkastelse.
Självcensur förekommer på rent personlig nivå då individer begränsar det de säger eller skriver, i synnerhet i sociala medier på internet, för att inte riskera att stöta sig med någon.
Självcensur förekommer även då hela redaktioner, förlag, eller media i allmänhet begränsar materialet de ger ut. Exempel på självcensur är där en ansvarig utgivare för ett verk, till exempel en bok eller en film, avstår från att publicera verket, eller delar av det, och beslutet drivs av rädsla för reaktioner på publiceringen snarare än av en bedömning av materialets relevans eller värde. 
Självcensur kan förekomma av flera olika skäl. Självcensur kan till exempel bero på att man vill blidka sina sponsorer eller anpassa sig till marknadens förväntningar, följa samhällets allmänna moralregler eller någon särskild etisk kod eller att man vill undvika att bli censurerad av någon myndighet, eller undvika att bli smutskastad av de som inte tycker om uttalandet.
Enligt en undersökning år 2018 hade 27 procent av de svenska internetanvändarna under det senaste året undvikit att uttrycka sin politiska åsikt på internet, för att undvika hård kritik, hat eller hot.

## Exempel på självcensur
- Den amerikanska filmindustrin tillämpade under cirka trettio år självcensur i form av den så kallade  produktionskoden (även känd som Hays-koden), för att undvika inrättandet av en statlig filmcensurmyndighet.
- Dödskallemärkning.
- I tecknade serier ritar man ofta bilder på hemska föremål i arga figurers pratbubblor i stället för att skriva ut svordomarna som text.